# Gondelkopf
Als Gondelkopf wird im Einzelhandel die Regalstirnseite bezeichnet, welche insbesondere für Aktionsware und Sonderangebote verwendet wird. An dieser Position nimmt der Kunde die angebotene Ware beim Durchlaufen der Gänge zwischen den Regalen besonders deutlich wahr. Dadurch ist der Absatz eines Artikels mit Platzierung im Gondelkopf gegenüber der normalen Regalplatzierung in der Regel um den Faktor 4 bis 12 höher.
Die meisten Kunden eines Supermarktes bewegen sich gegen den Uhrzeigersinn am Rand der Verkaufsfläche zur Kasse. Um die Verweildauer der Kunden in der Mitte der Verkaufsfläche zu erhöhen, um mehr Impulskäufe zu generieren, werden Gondelköpfe in den mittleren Durchgängen oft mit Discount-Ware als Anziehungspunkt bestückt.
Damit zählt die Platzierung im Gondelkopf als Sonderplatzierung zu den Maßnahmen der Instore-Verkaufsförderung.